# دوکوهک (ریگان)
دوکوهک روستایی در دهستان ناصریه بخش گنبکی شهرستان ریگان استان کرمان ایران است.

## جمعیت
بر پایه سرشماری عمومی نفوس و مسکن در سال ۱۳۹۵ جمعیت این مکان این روستا بدون جمعیت بوده‌است.